# King Air Charter
King Air Charter — южноафриканская авиакомпания со штаб-квартирой в городе Лансерия (пригород Йоханнесбурга, ЮАР), выполняющая чартерные пассажирские перевозки на внутренних маршрутах.

## Флот
По состоянию на март 2008 года воздушный флот авиакомпании King Air Charter составляли следующие самолёты:
- 3 McDonnell Douglas DC-9-32 (два лайнера находятся в аренде в авиакомпании 1Time)